# Antennarius pictus
Poisson-grenouille peint
Espèce
Antennarius pictus, ou communément nommé Poisson-grenouille peint, est une espèce de poissons marins de la famille des Antennaires ou poissons-grenouilles.

## Description
Antennarius pictus est un poisson de petite taille pouvant atteindre 30 cm de long. Comme tous les membres de cette famille, il possède un corps globuleux, extensible, à la peau flasque couverte de petites épines. Cette dernière est recouverte de quelques protubérances éparses ressemblant à des verrues, d'un réseau de taches semblables à des croutes et aussi d'ocelles en densité importante imitant la structure en cratère des éponges. Sa bouche de grande dimension est prognathe et lui permet d'engloutir des proies aussi grosse que lui. La coloration du corps est extrêmement variable d'un individu à l'autre car elle s'harmonise aux teintes de l'environnement dans lequel il vit. Il a la capacité de changer de teinte en quelques semaines, en moyenne entre 2 et 5 semaines.
Toutefois, les teintes dominantes toute une gamme variée constituée de blanc, de crème, de rose, de jaune, de rouge, de brun jusqu'au noir avec des taches sombres, sans forme particulière, disséminées sur le corps.

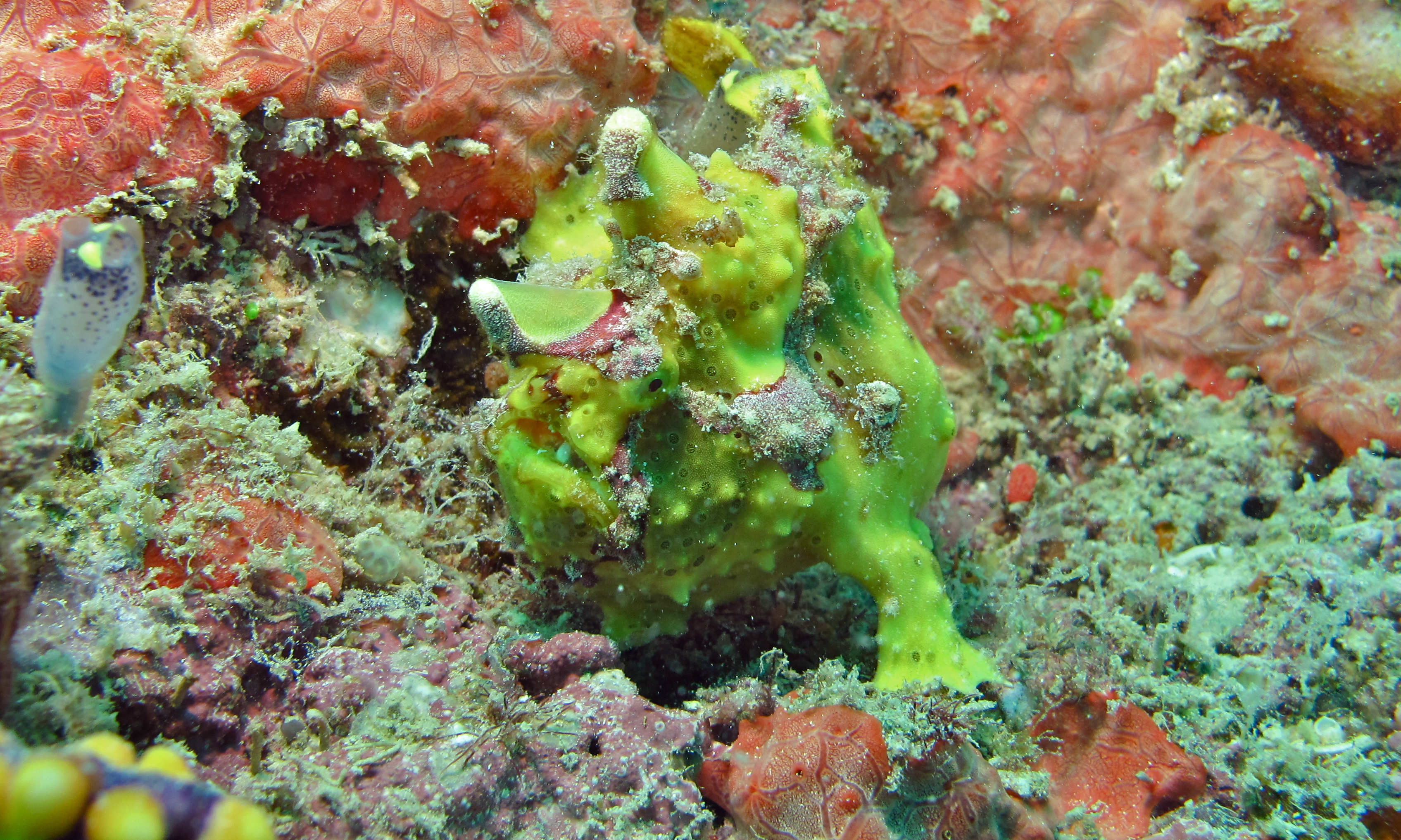
Teinte jaune
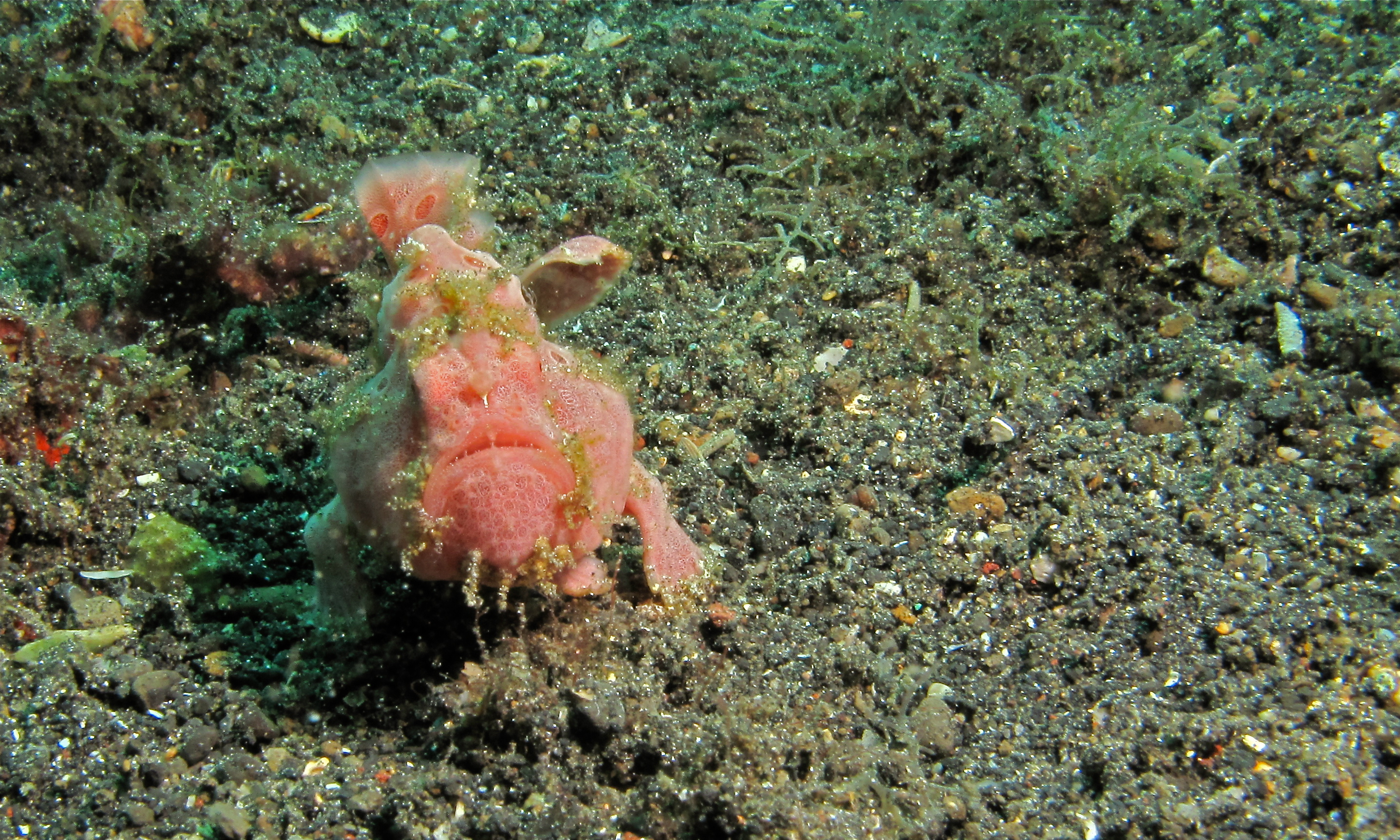
Teinte rose
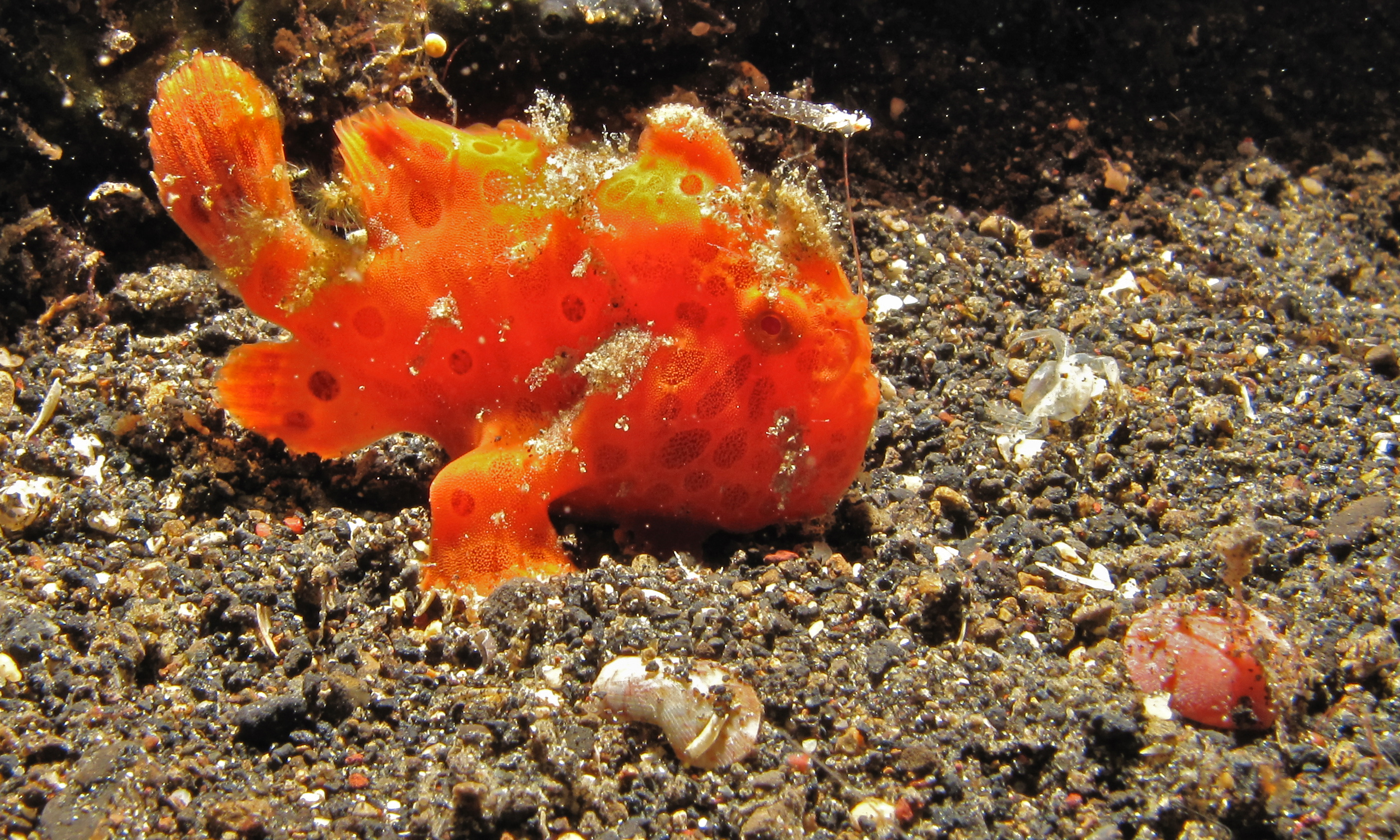
Teinte orange
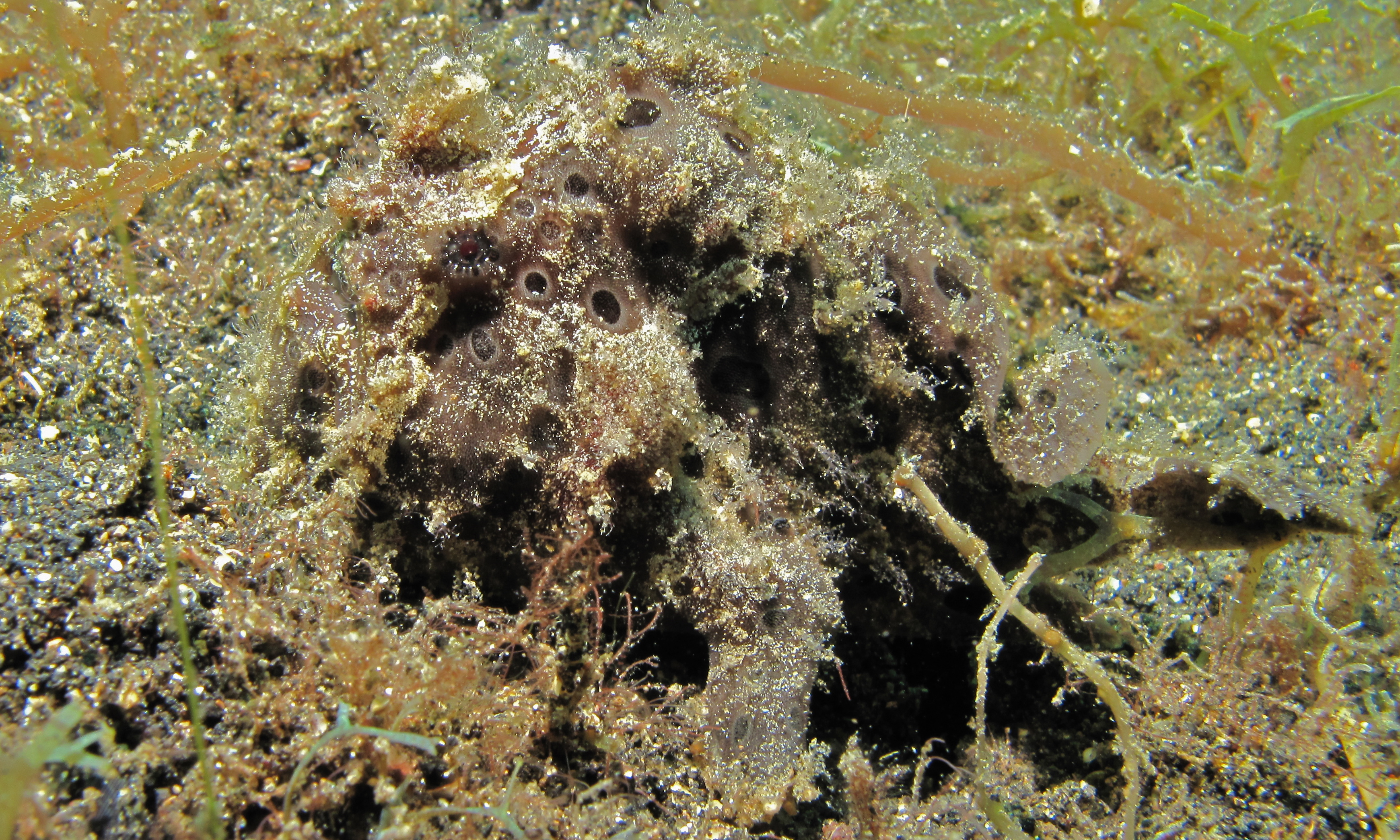
Teinte brune

Certains individus peuvent être aisément confondus avec son cousin Antennarius maculatus. Voici quelques points caractéristiques mais pas systématiques qui permettent de les différencier: en général A. maculatus a le bord des nageoires qui sont rouges ou orange ; possible départ d'une tache à géométrie variable sur le bord postérieur de l’œil; A. maculatus a beaucoup plus de protubérances sur la surface de son corps et moins d'ocelles; la nageoire caudale d'A. Pictus a trois ocelles relativement plus grande formant un triangle.

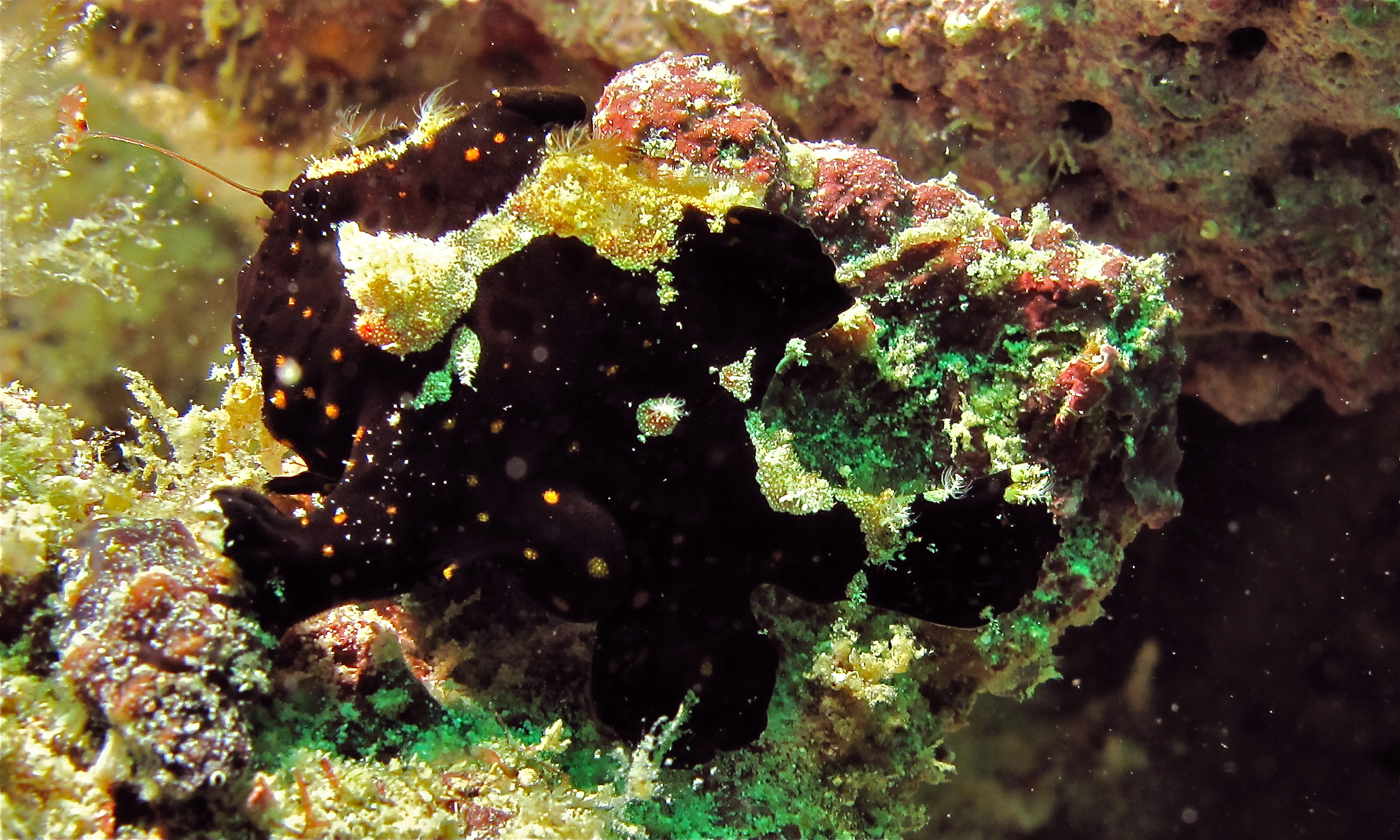
Juvénile (Sabah, Malaisie)

Les juvéniles peuvent avoir une livrée noire à points jaunes.
La première épine dorsale, dite illicium, est modifiée et sert de « canne à pêche ». Elle est munie à son extrémité d'un leurre caractéristique dont la forme est censée se rapprocher d'un petit poisson de teinte rosâtre à brunâtre semi-transparent. Quant à l'illicium, il est souvent bandé de brun et sa taille correspond approximativement à deux fois la hauteur de la deuxième épine dorsale. Cette dernière est pratiquement droite et est mobile, la troisième est courbée vers l'arrière du corps, toutes deux sont rattachées à la tête par une fine membrane. Elles sont bien séparées l'une de l'autre ainsi que du reste de la nageoire dorsale.
Les nageoires pectorales sont coudées et aident avec les nageoires pelviennes à la locomotion sur le fond ainsi qu'au maintien stable pour la position d'affût.

## Distribution
Antennarius pictus est présent dans les eaux tropicales et subtropicales du bassin Indo-Pacifique, Mer Rouge incluse .

## Habitat
Antennarius pictus fréquente les récifs coralliens et rocheux abrités, les adultes sont souvent associés aux éponges et ce jusqu'à 75 m de profondeur mais avec une profondeur moyenne d'occurrence à 15 m environ.

## Alimentation
Comme tous les Antennaires, Antennarius maculatus est un carnivore vorace qui gobe toutes les proies qui passent à sa portée, principalement des poissons et même des congénères. Ses proies peuvent avoir des tailles proches de la sienne.

## Comportement
Cet Antennaires a, comme beaucoup de ses semblables, un mode de vie benthique et solitaire. Ils se rassemblent en période d'accouplement mais ne se tolèrent plus à la suite de l'acte. Le mâle peut tuer ou manger la femelle si elle demeure à sa proximité.